# 脇本一幸
脇本 一幸（わきもと かずゆき、1972年10月16日 - ）は、地方競馬の大井競馬場山藤統宏厩舎に所属していた元騎手。勝負服の柄は紫・赤山形一文字。東京都出身、血液型O型。

## 来歴
中村健二厩舎から騎手デビュー。1990年4月22日初騎乗。同年8月9日初勝利。
1991年8月4日、高知競馬場で行われた第6回全日本新人王争覇戦出場（10頭立て7着）。
1997年、ワールドイーグルに騎乗し、6月6日第11回東京プリンセス賞で2着（11番人気）、続く7月10日第43回東京ダービーでも3着（11番人気）となる。
2000年2月1日、第23回京浜盃を9番人気アイアイアスリートで道中最後方直線外から差し切り優勝、重賞初制覇（13頭立て）。
2001年、地方競馬通算200勝を達成。
2005年12月1日付けで中村健二厩舎から五百藏幸雄厩舎へ所属変更。
2009年2月18日、平成20年度南関東公営競馬功労騎手として表彰された。同年3月30日付けで五百藏幸雄厩舎から山藤統宏厩舎へ所属変更。
2011年5月31日付けで騎手を引退することが発表された。これにあわせて5月27日大井競馬場で引退式が行われた。
地方通算成績は3820戦283勝・2着351回・3着383回・勝率7.4%・連対率16.6%

## エピソード
- オールスター感謝祭の人馬対決にナカネファイターと出演したことがある。